# Wolfgang Faßbender

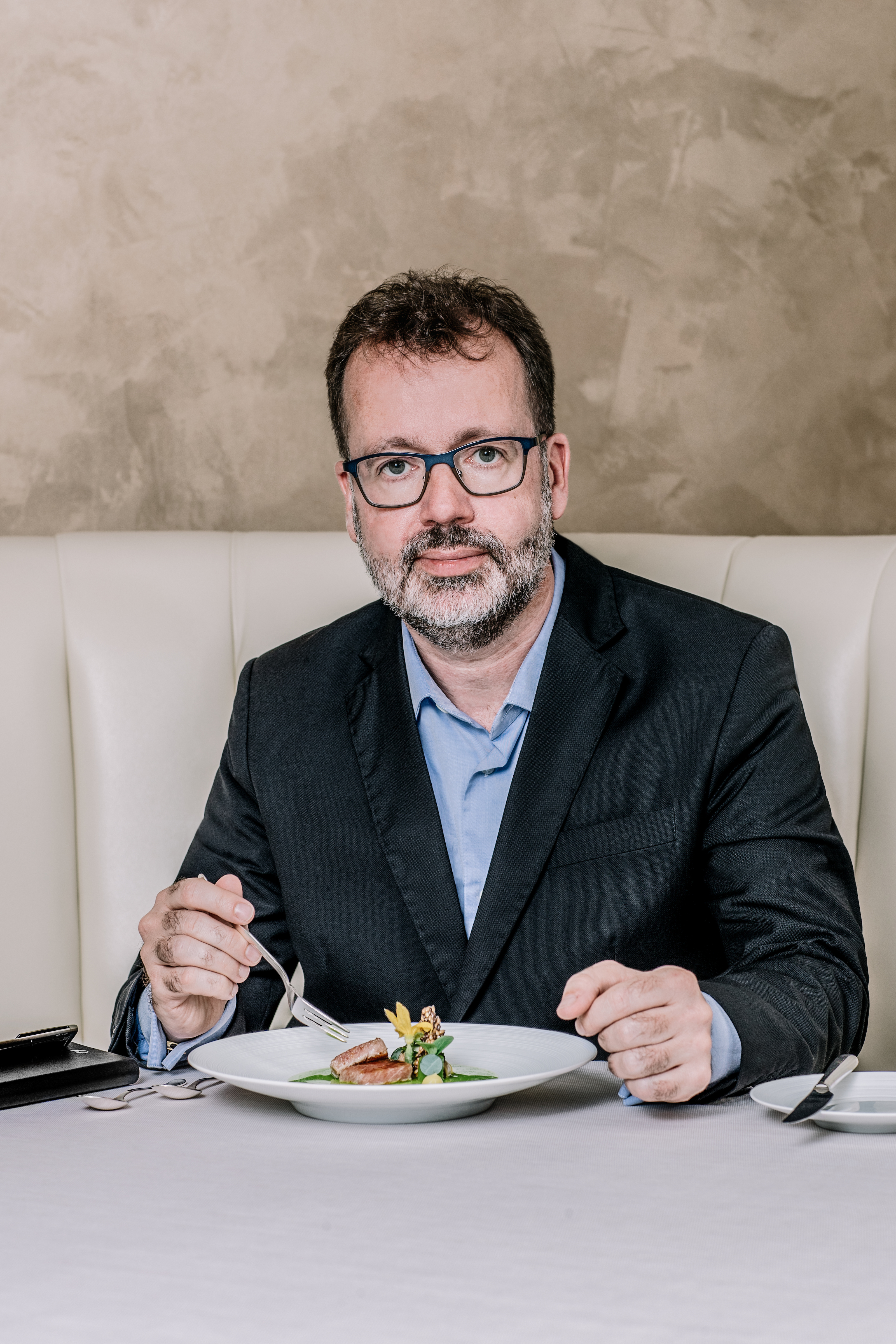
Wolfgang Faßbender

Wolfgang Faßbender (* 1968) ist ein freier Journalist, der vor allem über Essen und Trinken publiziert.

## Leben
Wolfgang Faßbender ist gelernter Bibliothekar, arbeitete zeitweise als Koch und schreibt im Auftrag von Fachzeitschriften, Tageszeitungen oder Buchverlagen. Er ist Restauranttester im deutschsprachigen Raum und publiziert zu kulinarischen Themen, insbesondere als Restaurantkritiker und Gastro-Kolumnist, schreibt aber auch über die Weine Deutschlands, des Elsass, Südafrikas, Frankreichs oder der Schweiz. Er ist Mitglied in einer Internet-Gemeinschaft von Weinkennern. Seine Standpunkte publiziert er in seinem Blog. Für die NZZ schreibt er zusätzlich einen gastronomischen Blog.
Wolfgang Faßbender war stellvertretender Chefredakteur des Bertelsmann-Restaurantführers, hat als Autor, Co-Autor oder Herausgeber ca. 85 Bücher über Restaurants, Wein und Reisethemen publiziert. Darunter sind die Titel 50 Dinge, die Sie über Restaurantbesuche wissen sollten, Die besten 400 Winzer der Schweiz, Die Weine des Elsass oder Im Wein liegt Lüge, aber auch Die Weine Südafrikas oder Cabernet Sauvignon sowie der Käseführer Schweiz. Für das Standardwerk Wein steuerte er mehrere Kapitel bei, für den Meininger-Verlag hat er zahlreiche Restaurantführer (Elsass, Pfalz, Bodensee usw.) als Herausgeber betreut. Wolfgang Faßbender veröffentlicht Artikel, Kolumnen und Restaurantkritiken in Zeitungen und Zeitschriften wie NZZ, NZZ am Sonntag, Journal Culinaire, Cigar, Weinwelt, marmite, Schweizerische Weinzeitung, Weinwirtschaft, Salz & Pfeffer, Welt, Welt am Sonntag, Sommelier-Magazin, AHGZ und anderen. Er war Kolumnist für die Berliner Morgenpost, die Westdeutsche Zeitung oder bei Wein-Plus. 
2015 war Faßbender neben Dieter Müller und Thomas Bühner Juror beim Anuga-Wettbewerb Koch des Jahres.
Wolfgang Faßbender lebt in einem ländlichen Vorort von Burscheid im Bergischen Land und nahe Zürich. Zusammen mit Kollegen betreibt er ein auf Riesling aus Steilstlagen spezialisiertes Weingut an der Mosel.